# Chamyris obscura
Chamyris obscura là một loài bướm đêm trong họ Noctuidae.